# Manuel Aguirre Berlanga
Manuel Aguirre Berlanga (San Antonio de las Alazanas, Coahuila; 28 de enero de 1887-Ciudad de México, 4 de octubre de 1953) fue un abogado y político mexicano. 
Sus padres fueron Hesiquio Aguirre y María de los Ángeles Berlanga. En 1904, siendo estudiante de preparatoria, escribió en el periódico «La Voz del Pueblo». Junto con Pedro Antonio de los Santos, Ramón López Velarde y otros jóvenes estudiantes, formó el llamado Partido Potosino Antireeleccionista, participando en la convención del Tívoli del Eliseo en México, donde fue designado Francisco I. Madero, candidato a la presidencia de la República.
Fue gobernador de su estado, presidente municipal de Piedras Negras. Se unió en 1913 al "Plan de Guadalupe" organizado por Venustiano Carranza, a quien acompañó a Sonora realizando campañas hasta el derrocamiento de Victoriano Huerta. Diputado constituyente por el Primer Distrito de Coahuila y posteriormente Carranza lo designó secretario de gobernación, cargo que desempeñó hasta que el Plan de Agua Prieta, obligó al Primer Jefe del Ejército Constitucionalista a abandonar el Distrito Federal. Aguirre Berlanga se encontraba durmiendo en la misma choza de Tlaxcalantongo, la madrugada del 21 de mayo de 1920, cuando asesinaron a Carranza. Fue gobernador del estado de Jalisco.
Falleció en la Ciudad de México el 4 de octubre de 1953. Fue sepultado en el Lote de los Constituyentes de 1917 del Panteón Civil de Dolores.

## Escritos
Escribió varios libros, entre ellos: Reformas a la Constitución, Génesis Legal de la Revolución Constitucionalista, Errores y Aciertos de la Constitución y Legislación Revolucionaria del Estado de Jalisco".